# Quản lý vòng đời sản phẩm
Quản lý vòng đời sản phẩm là các chiến lược được sử dụng để quản lý sản phẩm trong các giai đoạn (thể hiện xuyên suốt quá trình từ khi sản phẩm ra đời đến lúc bị vứt bỏ), bao gồm nhiều quy tắc chuyên nghiệp, và yêu cầu nhiều kĩ năng, công cụ và tiến trình.

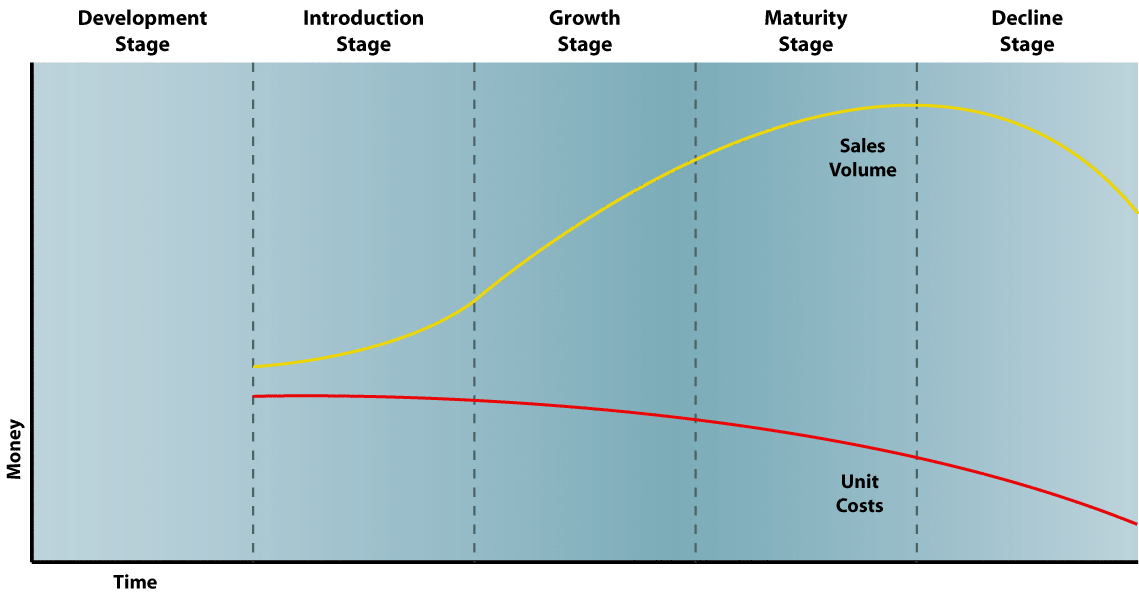
A Typical Product Life Cycle

Các sản phẩm thường trải qua 5 giai đoạn sau:
1. Giai đoạn Phát triển sản phẩm mới
  - Đầu tư tốn kém
  - Chưa thu lại ngay được lợi tức
  - Bị thua lỗ
2. Giai đoạn Tung ra thị trường
  - giá thành cao
  - lượng tiêu thụ thấp
  - không hoặc rất ít tính cạnh tranh
  - Bị thua lỗ
3. Giai đoạn phát triển, gia tăng
  - Giảm giá thành nhờ quy mô sản xuất lớn (economies of scale)
  - Lượng tiêu thụ sản phẩm tăng đáng kể
  - Thu được nhiều lãi (profitability)
  - Được biết đến nhiều
  - Sự cạnh tranh bắt đầu xuất hiện tạo nên thị trường mới
4. Giai đoạn chín muồi
  - Chi phí rất thấp vì đã có chỗ đứng tốt trên thị trường và không cần quảng bá nữa.
  - lượng tiêu thụ lên đỉnh điểm
  - Khác biệt hóa nhãn hiệu, feature đa dạng hoá, vì mỗi nhà sản xuất cố tìm cách làm cho sản phẩm của mình khác với sản phẩm của các đối thủ with "how much product" is offered
  - Lợi nhuận lớn
5. Giai đoạn ổn định hay thoái trào

  - Doanh số bán hàng giảm xuống hoặc giữ ổn định
  - Giá bán, lợi nhuận giảm

Một sản phẩm không nhất thiết phải trải qua tất cả các giai đoạn nêu trên. Một số sản phẩm có vẻ cứ mãi mãi ở trong giai đoạn mature (ví dụ như sữa).
Những nhà Marketing có nhiều cách giữ cho tiến trình của sản phẩm không đi tới giai đoạn thoái trào. Tuy nhiên, trong hầu hết các trường hợp, người ta có thể tính được tuổi thọ dự kiến của một nhóm sản phẩm nào đó.
Các chiến lược marketing mix của những nhà Marketing thay đổi theo tiến trình mà sản phẩm của họ trải qua vòng đời của chúng.